# Sciaenidae
Los Sciaenidae (esciénidos) es una familia de peces comúnmente llamados corvinas. La familia incluye 275 especies en 70 géneros; está dentro del orden Perciformes.
Los Sciaenidae tienen una aleta dorsal larga cerca de la cola

## Géneros y especies
- Aplodinotus
  - Aplodinotus grunniens
- Argyrosomus
  - Argyrosomus regius
- Aspericorvina
- Atractoscion
  - Atractoscion nobilis
  - Atractoscion aequidens
- Atrobucca
  - Atrobucca adusta
  - Atrobucca alcocki
  - Atrobucca antonbruun
  - Atrobucca bengalensis
  - Atrobucca brevis
  - Atrobucca geniae
  - Atrobucca kyushini
  - Atrobucca marleyi
  - Atrobucca nibe
  - Atrobucca trewavasae
- Austronibea
- Bahaba
- Bairdiella
- Boesemania
- Cheilotrema
- Chrysochir
- Cilus
  - Cilus gilberti
- Collichthys
- Corvula
- Ctenosciaena
- Cynoscion
  - Cynoscion arenarius
  - Cynoscion leiarchus
  - Cynoscion nebulosus
  - Cynoscion nothus
  - Cynoscion othonopterus - curvina golfina
  - Cynoscion regalis
  - Cynoscion striatus - Pescadilla
- Daysciaena
- Dendrophysa
- Elattarchus
- Equetus
  - Equetus acuminatus
  - Equetus lanceolatus
  - Equetus punctatus
- Genyonemus
  - Genyonemus lineatus
- Isopisthus
- Johnius
- Kathala
- Larimichthys
  - Larimichthys crocea
  - Larimichthys pamoides
  - Larimichthys polyactis
- Larimus
- Leiostomus
  - Leiostomus xanthurus
- Lonchurus
- Macrodon
- Macrospinosa
- Megalonibea
- Menticirrhus
  - Menticirrhus americanus (Linnaeus, 1758)
  - Menticirrhus elongatus (Günther, 1864)
  - Menticirrhus littoralis (Holbrook, 1847)
  - Menticirrhus nasus (Günther, 1868)
  - Menticirrhus ophicephalus (Jenyns, 1840)
  - Menticirrhus paitensis Hildebrand, 1946
  - Menticirrhus panamensis (Steindachner, 1877)
  - Menticirrhus saxatilis (Bloch & Schneider, 1801)
  - Menticirrhus undulatus (Girard, 1854)
- Micropogonias
  - Micropogonias altipinnis
  - Micropogonias altipinus
  - Micropogonias ectenes
  - Micropogonias fasciatus
  - Micropogonias furnieri
  - Micropogonias manni
  - Micropogonias megalops
  - Micropogonias opercularis
  - Micropogonias undulatus
- Miichthys
- Miracorvina
- Nebris
- Nibea
- Odontoscion
- Ophioscion
- Otolithes
- Otolithoides
- Pachypops
- Pachyurus
  - Pachyurus adspersus
  - Pachyurus bonariensis
  - Pachyurus calhamazon
  - Pachyurus francisci
  - Pachyurus gabrielensis
  - Pachyurus junki
  - Pachyurus paucirastrus
  - Pachyurus schomburgkii
  - Pachyurus squamipennis
  - Pachyurus stewarti
- Panna
- Paralonchurus
- Paranibea
- Pareques
- Pennahia
- Pentheroscion
- Plagioscion
  - Plagioscion squamosissimus
  - Plagioscion auratus
  - Plagioscion magdalenae
  - Plagioscion ternetzi
  - Plagioscion montei
  - Plagioscion casattii
  - Plagioscion microps
  - Plagioscion pauciradiatus
  - Plagioscion surinamensis
- Pogonias
  - Pogonias cromis
- Protonibea
- Protosciaena
- Pseudosciaena
- Pseudotolithus
  - Pseduotolithus brachygnathus
  - Pseduotolithus elongatus
  - Pseduotolithus senegalensis
  - Pseduotolithus senegallus
  - Pseduotolithus typus
- Pteroscion
- Pterotolithus
- Roncador stearnsii
- Sciaena
- Sciaenops
  - Sciaenops ocellatus
- Seriphus
  - Seriphus politus
- Sonorolux
- Stellifer
- Totoaba
  - Totoaba macdonaldi
- Umbrina
  - Umbrina analis
  - Umbrina broussonnetii
  - Umbrina bussingi
  - Umbrina canariensis
  - Umbrina canosai
  - Umbrina cirrosa
  - Umbrina coroides
  - Umbrina dorsalis
  - Umbrina galapagorum
  - Umbrina imberbis
  - Umbrina milliae
  - Umbrina reedi
  - Umbrina roncador
  - Umbrina ronchus
  - Umbrina steindachneri
  - Umbrina wintersteeni
  - Umbrina xanti

## Fuente
- Wikipedia en inglés

- Datos: Q216634
- Multimedia: Sciaenidae / Q216634
- Especies: Sciaenidae